# جناح طيران دبي الملكي
جناح طيران دبي الملكي (المعروف أيضًا باسم جناح الطيران الملكي) هي شركة طيران شبه عسكرية تتبع لحكومة دولة الإمارات العربية المتحدة.
يقع مقر شركة جناح طيران دبي الملكي على الجانب الجنوبي الشرقي من مطار دبي الدولي، ويتكون من مبنى لكبار الشخصيات مخصص للعائلة المالكة في دولة الإمارات العربية المتحدة والرحلات ذات الاهتمامات الخاصة، ويستخدم بشكل أساسي من قبل حاكم دبي رئيس الوزراء في دولة الإمارات العربية المتحدة، وأعضاء من عائلة دبي المالكة، بالإضافة إلى مسؤولين حكوميين بارزين آخرين مقيمين في دبي، الإمارات العربية المتحدة.

## أسطول

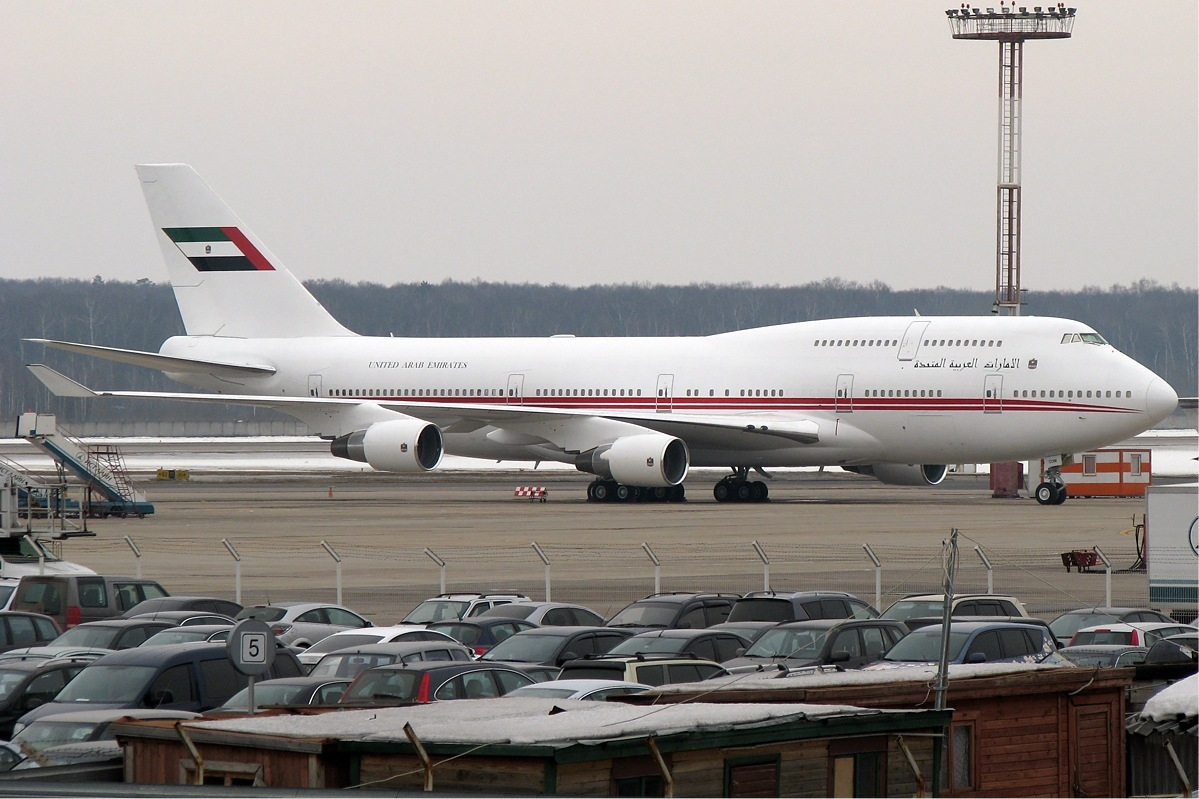
بوينغ 747-400 من جناح طيران دبي الملكي في مطار دوموديدوفو الدولي، روسيا في عام 2009.

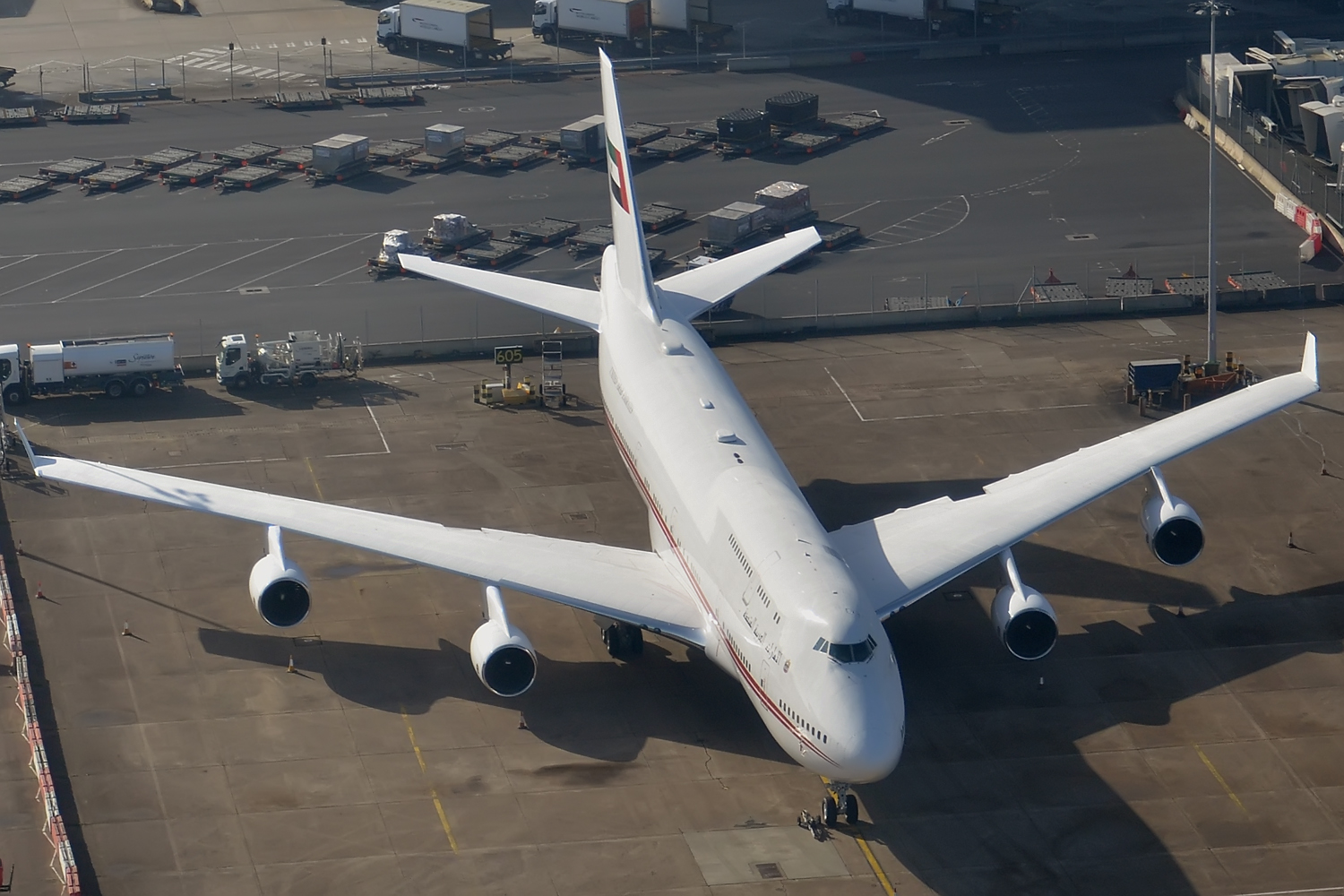
بوينغ 747-400 من جناح طيران دبي الملكي كانت متوقفة في مطار لندن هيثرو في عام 2014

ويتكون أسطول دبي الجناح الجوي من الطائرات التالية (اعتباراً من مايو 2015):

## وصلات خارجية
- Dubai Air Wing Fleet